# Aniello Montano
Aniello Montano (Acerra, 3 dicembre 1941 – Acerra, 13 dicembre 2015) è stato uno storico italiano, professore associato presso l'Università di Genova e poi ordinario presso l'Università di Salerno, autore di oltre trecento pubblicazioni scientifiche, membro di numerose accademie italiane ed europee nonché del Comitato scientifico e del Comitato direttivo dell’istituto per gli Studi Filosofici, collaboratore di numerose riviste.
Per la sua ricerca e per la sua attività di saggista a favore della crescita della coscienza civile ha ricevuto numerosi riconoscimenti.
Il liceo “Alfonso M. de’ Liguori” di Acerra, da lui voluto e sempre curato, dall’anno scolastico 2017-18, insieme all’Università di Salerno cura un ciclo di studi sulla sua opera rivolto a studenti liceali e a docenti di filosofia.

## Biografia
Formatosi nella Facoltà di Lettere e Filosofia dell’Università degli Studi di Napoli “Federico II”, conseguì la laurea in Filosofia con il prof. Giuseppe Martano, antichista, a cui rimase legato per la sua propensione verso la cultura e la civiltà classiche. Ha insegnato nei Licei statali dal 1968 al 1980 e, dopo essere stato Ricercatore presso l’Università degli Studi di Napoli “Federico II” dal 1981 al 1987, è stato Professore Associato di Storia della Filosofia nell’Università degli Studi di Genova dal 1987 al 1991 e successivamente Professore Ordinario nella Facoltà di Scienze della Formazione dell’Università degli Studi di Salerno, ove fino al 31 dicembre 2010 è stato Direttore del Dipartimento di Filosofia. È stato Presidente della fondazione regionale “Parco Letterario Giordano Bruno” e gli sono stati assegnati numerosi premi, tra i più importanti il “Premio Capri” per il volume I Testimoni del tempo. Filosofia e vita civile a Napoli dal Settecento al Novecento e nell’aprile del 2014, in occasione della pubblicazione del volume Methodos. Aspetti dei metodi e dei processi cognitivi nella Grecia antica, gli fu assegnato il premio “Adelphi Philosophi” a Roma in Campidoglio.
Ha svolto una intensa attività di critico d’arte.
Le Città di Nola e di Palma Campania gli hanno conferito la cittadinanza onoraria.

## Pensiero
Aniello Montano ha dato un appassionato contributo alla storiografia filosofica; sulla scia dei suoi maestri napoletani (Martano, Masullo, Piovani), ha seguito una linea di pensiero “storica“ e non “filosofica”, secondo una sua stessa definizione. Egli, infatti, privilegiava una visione della storia della filosofia legata all’esperienza individuale e a contesti storici definiti: in più saggi ha definito tale impostazione "storicismo non dialettico e non continuista". Il professore Montano, dunque, non condivideva la tesi idealistica dell’esistenza di una sola filosofia realizzantesi secondo una dialettica continuistica e progressiva:  egli preferiva parlare di storia delle filosofie piuttosto di una storia della filosofia, intesa come esplicazione di un essere in sé. Credeva che la filosofia è sempre e soltanto espressione della storia che il singolo vive.  Alla base del suo pensiero vi era la concezione di una storia non ideale ed eterna ma reale, che si svolge in luoghi e tempi determinati e regolata non da un ordine prestabilito ed immanente, ma dagli uomini che secondo le proprie scelte ideali determinano il suo evolversi. Prese le distanze da tutti quei sistemi filosofici chiusi che di fatto limitano la funzione dell’individuo e la sua libertà e si interessò di quei filosofi come Anassagora, Bruno, Spinoza, Montaigne e degli esistenzialisti Sartre e Camus che, al contrario, esaltano l’esercizio delle facoltà del singolo. La sua ricerca filosofica, infatti, è stata da sempre connotata da una profonda ispirazione etica ben rappresentata dalla endiade mente-mano, ricorrente nei suoi scritti. Tale motivazione, unita ad una connaturata fede politica democratica, lo avvicinò allo studio delle fonti filosofiche della civiltà giuridica moderna per far emergere la funzione formativa della coscienza civile da parte della cultura e, soprattutto, della filosofia. In tale prospettiva, assumono particolare importanza i suoi studi su Hobbes, sui grandi personaggi del Settecento napoletano e, in particolare, su Vico. Anche sulla scorta degli studi vichiani di Piovani, di Capograssi, negli ultimi anni della sua attività ha proposto una lettura innovativa della filosofia di questo pensatore napoletano. Montano ha intravisto in Vico quell'impostazione culturale che assegna esclusivamente all’uomo o all’individuo reale la responsabilità dello svolgimento della storia, nonché dell'interpretazione di essa.
La riflessione su questi grandi pensatori lo portarono a riproporre all'attenzione degli studiosi importanti figure del mondo accademico italiano e soprattutto meridionale: Rensi, Covotti, Masci, Trojano, Aliotta, Capograssi. Gli studi di Montano ad essi dedicati riaccendono l’attenzione sull’importante contributo dato ai grandi dibattiti del mondo contemporaneo dalla cultura filosofica che faceva capo all’Università di Napoli e, in genere, al Mezzogiorno italiano.
In coerenza con l’impostazione del suo pensiero, si impegnò costantemente per la crescita umana e sociale della sua città con una instancabile attività culturale rivolta a sollecitare soprattutto nei più giovani una fattiva coscienza civile.

## Opere
- Una proposta metodologica per lo studio di Parmenide (1977)
- Il metodo ex hypotheseos nel Menone platonico (1978)
- Il rapporto coscienza-mondo in J.P.Sartre (1979)
- Atteggiamenti scettici ed esiti fideistici in M. de Montaigne (1979)
- Il metodo induttivo in Democrito? (1980)
- Le filosofie moderne  - vol II di Casertano - Montano – Tortora Storia delle filosofie (1981 La cultura filosofica rinascimentale tra magia e scienza (1981)
- Mathesis e noos in Eraclito (1981)
- Il fenomeno e il discorso: il modello epistemologico di Democrito (1983)
- Sartre. Le tensioni inquiete della coscienza (1984)
- Note sartriane per una morale (1984)
- La genesi della credenza religiosa secondo Democrito (1984)
- Logos ed aisthesis nel discorso gorgiano sulla realtà (1985)
- Gaspare Schopp a Corrado Rittershausen: l’unica testimonianza sulla morte di Giordano Bruno (1988)
- Hobbes Logica Antropologia Politica (traduzione e commento a cura di A. Montano) (1988)
- I fatti “rifatti” dalla mente. La metodologia della ricerca in Pietro Siciliani (1988)
- Religione e morale in P.H. Thiry d’Holbach (1988)
- Liberismo Liberalismo Socialismo (1988)
- Dal Rinascimento a Kant. La storia della filosofia moderna attraverso i testi (1989)
- La sosta di Isabella del Balzo e il giardino del principe Federico “a la Cerra” (1989)
- Della Liburia antica (1990)
- Άρμονια e ομολογια nei Coniugalia praecepta di Plutarco (1991)
- Il realismo scientifico nel marxismo (1991)
- José Gaos tra fenomenologia ed esistenzialismo (1992)
- Spinoza Trattato politico (traduzione e commento a cura di A. Montano) (1992)
- Hegel lettore di Spinoza (1992)
- Gli scritti postumi di Sartre (a cura di G. Invitto e A. Montano) (1993)
- Una stranissima variante di commedia cinquecentesca Il Candelaio di Giordano Bruno (1993)
- Magia Astrologia Filosofia nel V sec. a.C. Aspetti di una polemica (1993)
- Introduzione a G. Rensi Spinoza (1993)
- Spinoza Trattato politico (a cura di A. Montano) (1993)
- Il palazzo del cittadino (C. De Seta – A. Montano – P. Belfiore) (1993)
- Pulcinella: tra mito e storia (A. Montano – V. Piscopo) (1993)
- Il disincanto della modernità. Saggi su Sartre (1994)
- Attualità del pensiero di Giuseppe Rensi  (1994)
- Giuseppe Rensi interprete di Spinoza  (1994)
- Acerra. Momenti di storia passata e recenti attività culturali  (1994)
- Il Clanio un fiume da ricordare  (1995)
- “Quei benedetti Normanni” (1995)
- Storia e convenzione. Vico contra Hobbes  (1996)
- Il Natale. Due riflessioni (1996)
- Dal passato un varco per l’avvenire: monumenti, territori antichi e rinnovato impegno culturale (A. Montano – C. Robotti) (1996)
- L’amicizia secondo Pitagora di Samos  (1997)
- Aspetti delle vicende storiche e della vita civile nel Castello Baronale di Acerra tra XII e XIV secolo  (1997)
- Il Castello Baronale di Acerra. Storia Architettura Ambiente (C. Robotti – A. Montano) (1997)
- L’”esperienza pensata”. Filosofia e storia della filosofia in Filippo Masci (1998)
- Oltre Aristotele. Bacone lettore dei Presocratici (1998)
- Le cinquecentine della Biblioteca del Seminario Vescovile di Acerra ed altri documenti (a cura di A. Montano e G. Niola) (1998)
- Acerra. Luoghi Eventi Figure (a cura di A. Montano) (1998)
- Sartre e la musica (1999)
- La proposta di Nicola Valletta nel dibattito settecentesco sulla riforma dell’Università di Napoli (1999)
- Paolo Raffaele Trojano “scolaro” di Filippo Masci (1999)
- Giuseppe Rensi e Giacomo Leopardi. L’irrazionalità del reale e la storia come caso (1999)
- Dalle Ricerche di Gaetano Caporale una lezione di storia e un auspicio per il futuro (1999)
- Gaetano Caporale (a cura di A. Montano) (1999)
- Gaetano Caporale: l’uomo e il cittadino (1999)
- Anno 1886. La questione dell’ateneo classico innanzi al Consiglio Comunale di Acerra (1999)
- Giordano Bruno e Tommaso Campanella (1999)
- J.P. Sartre Spaesamento. Napoli e Capri. Introduzione e traduzione a cura di A. Montano (2000)
- La mente e la mano. Aspetti della storicità del sapere e del primato del fare in Giordano Bruno  (2000)
- Il dono divino della ragione. Il rimedio salutare della fede (2000)
- Le seicentine della Biblioteca del Seminario Vescovile di Acerra (a cura di A. Montano e G. Niola) (2000)
- Il nome e presagio: due storie bibliche per Sara (2000)
- Da Sartre a Merleau Ponty (2001)
- Il guaritore ferito. L’etica della vita e della salute tra responsabilità e speranza (2001)
- L’affermazione normanna nell’Italia meridionale (V. Cuomo - A. Montano – F. Starace) (2001)
- Il prisma a specchio. Percorsi di filosofia italiana tra Ottocento e Novecento (2002)
- Pulcinella. Dal mimo classico alla maschera moderna (2002)
- Giuseppe Martano (2002)
- Problematicità dell’esistenza e isostenia dei contrari nella riflessione di Giuseppe Martano (2002)
- Camus. Un mistico senza Dio (2003)
- Sartre turista engagé in Italia (2003)
- Giordano Bruno e Pitagora (2003)
- La fiamma e la farfalla. Saggi su Giordano Bruno (2003)
- Aspetti di una storia della filosofia non dialettica e non continuista (2003)
- G. Rensi Autorità e libertà (a cura di A. Montano) (2003)
- Bruno e Empedocle (2004)
- Delle Trasposizioni dell’antico in Vincenzo Cilento (2004)
- Il guaritore ferito. L’etica della vita e della salute tra responsabilità e speranza (2004)
- Opsis Idea. Figure e temi della cultura filosofica europea da Hobbes a Croce (2005)
- Civitas et civilitas. Conoscenze dei beni culturali e formazione del cittadino (2005)
- Giordano Bruno, Ambrogio Leone e i Gigli (2005)
- Benedetto Croce “… io lettore amoroso di De Sanctis”. Della radice del neoidealismo italiano (2005)
- Vico e le repubbliche di “mercadanti” (2005)
- La morale nel pensiero di Giuseppe Rensi (2005)
- Monadi e monadologie: il mondo degli individui tra Bruno, Leibniz, Husserl (B.M. D’Ippolito, A. Montano – F. Piro) (2005)
- Camus e il pensiero meridiano (2006)
- Solitudine e solidarietà. Saggi su Sartre, Merleau Ponty e Camus (2006)
- Giuseppe Rensi La morale come pazzia (ristampa a cura di A. Montano) (2006)
- Giuseppe Rensi. Ethica ed etiche (2006)
- Giovanbattista Vico poeta dell’alba (2006)
- Discutiamo … Filosofia e storia della filosofia. Un rapporto difficile (2007)
- Giordano Bruno, in  Giordano Bruno, Le deposizioni davanti al tribunale dell'inquisizione, a cura di Antonio Gargano, con scritti di Giovanni Aquilecchia, Aniello Montano e Bertrando Spaventa, Napoli,  La Città del Sole, 2007, ISBN 978-88-8292-346-4.
- Incontri con Marcello Gigante (2008)
- All’origine della cittadinanza attiva. Opinione pubblica, libertà di stampa e l’origine della classe dirigente in Gaetano Filangieri (2008)
- La Scuola Medica Salernitana (2008)
- Sartre e Spinoza (2008)
- Sartre e le arti (2008)
- Eraclito e Bruno (2009)
- Mario Montuori. Una vita per Socrate (2009)
- Giuseppe Capograssi. Oltre le interpretazioni cattoliche di Vico (2009)
- Le Accademie private e la libera ricerca a Napoli in età moderna (2009)
- Il Futurismo di Vittorio Piscopo (a cura di A. Montano) (2009)
- Vittorio Piscopo e il Futurismo (2009)
- Vittorio Piscopo e Giacomo Balla nel segno del Futurismo (2009)
- Irrazionalismo e impoliticità in Giuseppe Rensi (F. Mancuso – A. Montano) (2009)
- Medicina, economia ed etica nella sanità del terzo millennio (2010)
- Michele Federico Sciacca. Dall’attualismo allo spiritualismo critico (2010)
- I testimoni del tempo. Filosofia e vita civile a Napoli tra Settecento e Novecento (2010)
- G. Rensi Il troppo (a cura di A. Montano) (2010)
- Per Aldo Trione. Mistica Impura (a cura di A. Montano) (2010)
- Note di bioetica. La persona umana tra natura e norma (2010)
- Dal conflitto all’ordine. Annotazioni su “Stato di natura” e genesi della società civile in Hobbes e Spinoza (2011)
- La filosofia nella Calabria della Magna Grecia (2011)
- In difesa del “classico” (2011)
- Spinoza e i filosofi (2011)
- Sirene Sibille Streghe Sante Semplicemente donne (2011)
- Psicogenesi Pedagogia sperimentale Axiologia nel realismo critico di Guido Della Valle (2012)
- Sermo civilis. Note di etica pubblica tra storia e vita (2012)
- Autobiografia intellettuale (2012)
- Le radici presocratiche di Giordano Bruno (2013)
- Croce. Oltre la “metafisica della mente”. La filosofia come “storicismo assoluto” (2013)
- L’autorità e la sua crisi in Giuseppe Rensi e Giuseppe Capograssi (2013)
- Methodos. Aspetti dei metodi e dei processi cognitivi nella Grecia Antica (2014)
- Ontologia e Storia. Vico versus Spinoza (2014)
- Giordano Bruno tra teologia civile e teologia negativa (2015)